# Kambsmýrarhnjúkur
Kambsmýrarhnjúkur är en bergstopp i republiken Island. Den ligger i regionen Norðurland eystra, 270 km nordost om huvudstaden Reykjavík. Toppen på Kambsmýrarhnjúkur är 1 211 meter över havet.
Kambsmýrarhnjúkur är den högsta punkten i trakten. Trakten runt Kambsmýrarhnjúkur är nära nog obefolkad, med mindre än två invånare per kvadratkilometer. Närmaste större samhälle är Grenivík, omkring 18 kilometer väster om Kambsmýrarhnjúkur. Trakten runt Kambsmýrarhnjúkur består i huvudsak av gräsmarker.